# Fucosa
La fucosa (Fuc) és un dels vuit glúcids monosacàrids essencials per al correcte funcionament de molts organismes vius entre ells els éssers humans. És una aldohexosa semblant a la galactosa però se'n diferencia per la presència d'un grup metil en el carboni 5 en lloc de tenir un hidroximetil. Aquest glúcid és molt abundant en la fruita i la mel. En l'organisme humà, la fucosa es troba en quatre llocs específics: encreuament entre nervis, en el ronyó, testicles i la capa externa de la pell. Té dues formes: la forma d sintètica de la fucosa i la forma l, que és la natural.
Té sobretot importància en la substància H dels antígens del grup sanguini, en el normal funcionament del ronyó, defensa. per això és recomanable consumir-ne uns 34 grams diaris (quantitat consumida en un dia per un adult de forma aproximada).

## Estructura de la fucosa
L'estructura de la fucosa fou determinada a principis del segle xx gràcies a la contribució de diferents investigadors basant-se en les teories de Hudson i Lavene sobre la desviació de la llum polaritzada cap a la dreta o l'esquerra, depenent de la posició del cicle respecte a la cadena. Emprant l'anàlisi de la llum polaritzada desviada per la fucosa i els seus derivats, es va poder esbrinar que aquesta era un glúcid levogir (desvia el pla de la llum polaritzada a l'esquerra), amb una estructura de metil pentosa, fet fet pel qual es denomina tècnicament 6-desoxi-l-galactosa. La fucosa es diferencia de la galactosa perquè en el carboni 5 té un grup metil en lloc d'un grup hidroximetil.

D-Fucosa i L-Fucosa

## Funcions i derivats de la fucosa
Avui dia se sap que els glicoconjugats de la fucosa (glicoproteïnes i glicolípids) són una part essencial en eliminació o la inversió de processos de malalties com el càncer, la inflamació i la immunitat.
Es troben concentracions de fucosa en certes àrees com ara en les unions entre nervis, implicant que una deficiència pugui afectar les transmissions sinàptiques; en túbuls pròxims als ronyons humans, indicant la seva necessitat vital per a la funció adequada del ronyó; en els testicles, suggerint que té un paper important en la reproducció o en la capa externa de la pell, on pot estar implicada en el manteniment de la hidratació de la pell.
És un immunomodulador poderós. Està distribuïda en els macròfags, els quals tenen un paper molt important en el sistema immunitari. Se n'han documentat nombrosos beneficis, per la seva necessitat en el sistema immunitari, especialment el d'un sistema immunitari molt actiu, la causa d'una malaltia autoimmunitària. La fucosa mostra perspectives en la seva capacitat de normalitzar el funcionament immunitari.
És especialment activa en les malalties inflamatòries i pot suprimir algunes reaccions al·lèrgiques com les dermatitis de contacte.
Com un altre sucre essencial —la mannosa— té la capacitat d'eliminar bacteris i ajudar a fortificar la resistència contra la infecció. Això és especialment cert en les cèl·lules respiratòries.
La fucosa es pot trobar en antígens de les cèl·lules sanguínies, que intervenen en la determinació del grup sanguini.

## Malalties relacionades amb la fucosa

### Càncer
Estudis sobre la fucosa també mostren el paper significatiu que té en moltes malalties, entre les quals el càncer i la seva extensió. Aquesta investigació encara és una perspectiva en curs, però que mostra en les àrees d'inhibició de la leucèmia i el càncer de mama, incloent la supressió del creixement del tumor. Alguns estudis han arribat a la conclusió que la fucosa i la mannosa semblen ser els sucres essencials més eficaços per frenar el creixement de les cèl·lules de càncer.

### Artritis reumatoide
Els nivells de fucosa són baixos en les persones que pateixen artritis reumatoide, i la suplementació d'aquesta mostra una perspectiva d'un tractament inofensiu però sorprenentment eficaç.

### Altres malalties
El metabolisme de la fucosa apareix alterat en diverses malalties. Molts estudis han conclòs que el metabolisme de la fucosa és anormal en les persones afectades de fibrosi quística o de diabetis i al llarg d'episodis d'herpes causats per virus d'herpes. Aquests estudis suggereixen que aquest sucre podria ser actiu contra altres virus d'herpes. A més a més, el sacàrid protegeix contra infeccions de les vies respiratòries i inhibeix reaccions al·lèrgiques. Una deficiència de fucosa també afecta la funció del fetge i els nivells de proteïnes del sèrum.
Tots aquests trastorns, així com molts altres, desemboquen en la funció immunitària, en la qual la fucosa té un paper significatiu.

## Beneficis
La fucosa és un immunomodulador beneficiós. Hi ha estudis que demostren ques pot ajudar a suprimir sistemes immunitaris massa actius o trastorns immunitaris automàtics. Essencialment, això ajuda a normalitzar el sistema immunitari i ajudar-lo a funcionar de manera eficient. A més, la fucosa té la capacitat d'eliminar bacteris i ajudar el cos a reforçar-se contra les infeccions.